# CD3G
CD3g (англ. T-cell surface glycoprotein CD3 gamma chain) — трансмембранный белок семейства гликопротеинов CD3, локализованных на поверхности T-лимфоцитов. Продукт гена человека CD3G. T-клеточный антигенный рецептор (TCR) локализуется на поверхности T-клеток. CD3g (γ-цепь) является одной из 4 полипептидных цепей (CD3D, CD3E, CD3G и CD3Z), образующих CD3. Мутации гена CD3G приводят к T-клеточному иммунодефициту.

## Функции
Часть мультимолекулярного комплекса TCR-CD3 на поверхности T-лимфоцитов, играющего ключевую роль в приобретённом иммунитете. Когда антигенпредставляющие клетки активируют TCR, сигнал переносится через мембрану полипептидными цепями рецепторного комплекса CD3: CD3D (δ-цепь), CD3E (ε-цепь), CD3G (γ-цепь) и CD3Z (ζ-цепь). Все эти цепи содержат активирующие ITAM-мотивы в своих цитопламатических доменах. После активации рецептора ITAM-мотивы фосфорилируются тирозинкиназами LCK и FYN семейства Src, что приводит к активации дальнейшего сигнального каскада. Кроме этого, CD3G играет важную роль в динамической регуляции экспрессии TCR на поверхности клетки. Клеточная циркуляция TCR зависит от дилейцинового рецептор-сортирующего мотива, находящегося в CD3G.